# 京阪特急 (曲)
「京阪特急」（けいはんとっきゅう）は、京阪電気鉄道が運行する特急列車（京阪特急）を宣伝するため制作された楽曲。
本項では2003年に制作された「出町柳から」と「朝靄の京橋で乗り換え」及び2008年に制作された「はじまりは中之島」についても記述する。

## 概要
京阪特急のテーマソングとして1958年（昭和33年）に制作。歌手は楠トシエ。当初は京阪本線が天満橋～三条だったため、歌詞も「天満橋から三条へ」となっていたが、1963年（昭和38年）4月15日（営業開始は翌4月16日より）の淀屋橋延伸に伴い、「淀屋橋から三条へ」と歌詞が変更された。その後は次第に歌われなくなり、1989年（平成元年）10月5日に鴨東線が開業し京阪特急が出町柳へ延伸されても「淀屋橋から出町柳へ」と歌われることはなかった。1997年（平成9年）に発売されたVHSビデオ「甦る京阪電車の昭和時代」に「天満橋から三条へ」バージョンが、1994年（平成6年）に発売されたCD「三木鶏郎集大成CD〜トリロー・コレクション」、2001年（平成13年）に発売されたCD「スルッとKANSAI Sound Collection Vol.01」に「淀屋橋から三条へ」バージョンが収録されている。
その後、2003年（平成15年）に三浦理恵子が当時建設中の中之島新線にちなんだ「中之島ゆき」名義で発表した「出町柳から」と「朝靄の京橋で乗り換え」が制作された。この曲は、同年5月21日に京阪電鉄が設立したレコードレーベル「淀屋レコード」からミニアルバムのCDを発売し、タワーレコード梅田店・難波店（大阪市）では週間邦楽インディーズシングルチャート1位、タワーレコードのネット販売で邦楽インディーズ部門1位、オリコンの週間インディーズシングルチャートでは最高8位（2003年8月4日付）を獲得した。このCDは元々関西のタワーレコードとアンスリー限定販売であったが、好評のため同年7月7日に全国発売されている。このCDは、2009年現在でもイベント等の際に入手可能である。冒頭の部分がK特急の発車メロディとして採用されていた。前者は2008年のダイヤ改定の際に定期使用されなくなったが2014年秋の特別ダイヤから快速特急の発車メロディとして復活し、快速特急定期運転化後の2017年8月4日まで使われた。（このほか、2009年臨時快速特急中之島行き運行時に流れた）。後者は2008年のダイヤ改定以降も快速特急の発車メロディとして使用され、快速特急定期運転化後の2017年8月3日まで使われた。
そして、2008年（平成20年）に京阪中之島線が開業したのを記念して、同年10月8日に3代目おけいはん・森小路けい子こと神農幸が中之島線オープニングソング「はじまりは中之島」を朝日放送系列のレコード会社・中之島レコーズから発売した。作曲は“浪速のモーツァルト”ことキダ・タロー（モーツァルト北浜）が手掛けた。カップリング曲は「鴨リバーサイド物語」。

## 京阪特急
- 作詞・作曲：三木鶏郎
- 編曲：嵐野英彦
- 歌：楠トシエ、ホアーコインズ

ひらかたパークやひらかた大菊人形、鴨川など京阪特急沿線の風物のほか、琵琶湖（遊覧船への連絡案内を行っていた）や比叡山ドライブウェイなど、京阪グループが関わる沿線外の地域の風物も歌い込んでいる。なお、当時の京阪特急は京阪間ノンストップで、枚方市駅には停車しなかった（ひらかたパーク最寄りの枚方公園駅は現在でも通過する）。
歌詞は当時の車窓を反映していたが、京都市街の鴨川東岸を走っていた区間は1987年（昭和62年）に地下化されて車窓から鴨川が消えたほか、ひらかたパークのひらかた大菊人形も2005年（平成17年）を限りに開催されなくなった。

## 出町柳から
- 作詞：Sadahiro Ikeda つんく
- 作曲：Sadahiro Ikeda / キダタロー
- 編曲：Yoshiki Aoi
- 歌：中之島ゆき（三浦理恵子）

当初はCMでのみ使用する予定だったが、代理店に楽曲制作を依頼したところフルコーラスが完成していたため、CD化が検討された。そしておけいはんのCMが好評であったことから、CD化に踏み切った。
2010年から2018年まで、東北楽天ゴールデンイーグルスが関西限定でチャンステーマとして使用していた。

## 朝靄の京橋で乗り換え
- 作詞：Sadahiro Ikeda
- 作曲：Sadahiro Ikeda / Akihito Hayashi
- 編曲：Yoshiki Aoi
- 歌：中之島ゆき（三浦理恵子）

歌詞に「枚方市にはこの秋からいいことがあると誰かが言ってます」とあるが、これは「枚方市駅の特急停車」のダイヤ改正予告であった（当時は枚方市駅には「出町柳から」で歌われているように、平日朝ラッシュ時の淀屋橋行きのみ停車であった）。なお、同改正では樟葉も特急停車駅となった（当初は樟葉に停車させる計画はなかったが、2003年春頃の段階で急遽樟葉も枚方市同様、新規特急停車駅の計画に加えた）。

## はじまりは中之島
- 作詞：池田定博
- 作曲：キダ・タロー（モーツァルト北浜）
- 編曲：中川昌
- 歌：神農幸（3代目おけいはん・森小路けい子）

京阪電気鉄道中之島線の開業イメージソング。開業に合わせ、CMで頻繁に流れていた。
- カップリング：鴨リバーサイド物語

京阪電気鉄道鴨東線神宮丸太町駅、京阪本線祇園四条駅と清水五条駅の駅名改称PR曲である。